# Hadesina anomala
Hadesina anomala är en fjärilsart som beskrevs av Louis Beethoven Prout 1918. Hadesina anomala ingår i släktet Hadesina och familjen tandspinnare. Inga underarter finns listade i Catalogue of Life.